# Idaea paraula
Idaea paraula är en fjärilsart som beskrevs av Louis Beethoven Prout 1914. Idaea paraula ingår i släktet Idaea och familjen mätare. Inga underarter finns listade i Catalogue of Life.